# ポリーナ・ラヒモワ
ポリーナ・ラヒモワ（原語表記:Polina Rəhimova、ラテン翻記:Polina Rahimova、1990年6月5日 - ）は、アゼルバイジャンの女子バレーボール選手。ポジションはオポジット。アゼルバイジャン代表。

## 来歴
2007年、アゼルバイジャン代表に初選出される。欧州選手権には2007年より4大会連続で出場している。2007-08シーズンにはアゼルレイル・バクーに所属し、国内リーグで優勝を果たした。
2014年、韓国リーグの現代建設ヒルステートへ移籍した。同年9-10月に開催された世界選手権では初戦の日本戦で33得点をあげる活躍で勝利すると、2次ラウンド終了時点では全体1位の229得点をあげた。
2015年6月、Vプレミアリーグのトヨタ車体クインシーズ入団が報道され、同年7月17日に発表された。2015年10月17日のVプレミアリーグ開幕戦で35得点（アタック31点、ブロック2点、サービスエース2点）をあげて、ディフェンディングチャンピオンのNECを粉砕した。同年12月12日の日立戦で58得点（アタック52、ブロック3、サーブ3）をあげ、世界記録を更新した（2019年4月13日にヤナ・クランが60得点に更新）。2015/16プレミアリーグではチームのファイナル6進出に大きく貢献し、自らも最多得点とサーブ賞を獲得した。サーブ効果率の23.9%はプレミアリーグ史上1位となる快記録である。2016年7月のヨーロッパリーグで初優勝に貢献し、自身もMVPに選ばれた。
2017年9月の欧州選手権で12年ぶりのベスト4入りを果たした。トルコリーグの強豪フェネルバフチェ、イタリアセリエＡのカザル・マッジョーレでプレーを経て、2019/20シーズンはブラジルリーグのSESI Vôlei Bauruでプレーする。

## 球歴
- 三大大会
  - 世界選手権 - 2014年、2018年
- その他大会
  - 欧州選手権 - 2007年、2009年、2011年、2013年、2015年、2017年

## 受賞歴
- 2010年 - アゼルバイジャンカップ　MVP、ベストスコアラー賞
- 2011年 - アゼルバイジャンスーパーリーグ2010-11　ベストスコアラー賞、ベストサーバー賞
- 2012年 - アゼルバイジャンスーパーリーグ2011-12　ベストサーバー賞
- 2015年 - 韓国Vリーグ ベストスコアラー賞
- 2016年 - 2015/16プレミアリーグ 最多得点、サーブ賞
- 2016年 - 第65回黒鷲旗全日本男女選抜バレーボール大会 ベスト6
- 2016年 - ヨーロッパリーグ MVP
- 2017年 - 2016/17プレミアリーグ 最多得点、サーブ賞、ベスト6

## 所属クラブ
- Nagliyatchi Bakou（2005-2007年）
- アゼルレイル・バクー（2007-2013年）
- アゼリョル・バクー（2013-2014年）
- 現代建設ヒルステート（2014-2015年）
- トヨタ車体クインシーズ（2015-2017年）
- フェネルバフチェ（2017-2018年）
- カザルマッジョーレ（2018-2019年）
- SESI Vôlei Bauru（2019-2021年）
- カザルマッジョーレ（2021-2022年）
- Geleximco Thái Bình（2022年）
- クゼイボル（2022-2023年）
- Hoa Chat Duc Giang Tia Sang（2023年）
- Karayolları SK（2023-2024年）
- Gresik Petrokimia（2024年）
- オザスコ（2024年-）